# Художествен музей на Прикарпатието
Художественият музей на Прикарпатието (от 1980 до 2012 г. — Ивано-Франкивски регионален художествен музей) (на украински: Музей мистецтв Прикарпаття) е регионален художествен музей в гр. Ивано-Франкивск, Украйна. Музеят съхранява ценни експонати на сакралното, изобразителното и декоративно изкуство на региона. Музеят разполага с една от най-добрите колекции на галицийското сакрално изкуство, включително произведения на известния скулптор от бароковия период Йохан Георг Пинзел.
Дейностите на единствения музей с художествен профил в региона са насочени към професионално изучаване и популяризиране на произведенията на художници от Прикарпатието, откриване на произведения на древното изкуство и тяхната научна обработка и съхранение.

## История и структура
Художественият музей в Ивано-Франкивск е открит през 1980 г. в помещенията на бившата религиозна сграда в центъра на града — бароковата Колегиална църква на Пресвета Дева Мария от XVII век, в която е семейната гробница на членове на благородническата фамилия Потоцки.
Първата експозиция на музея се състои от произведения на изкуството от светски характер от края на XIX и началото на XX век.
В началото на 80-те години започват да работят два филиала на музея:
- художествено-мемориален музей „Васил Касиян“ в гр. Снятин (от 1982 г.),
- музей-паметник на архитектурата и живописта от XVI-XVII в. (от 1983 г.), която работи в помещенията на църквата „Свети Дух“ в гр. Рогатин, уникален паметник от 1598 година.

Музеят е домакин на международното биенале „Импреза“.
В периода 1990-1993 лвовски реставратори възстановяват картини на местния художник Фабиянски от 1877 година. Тази колекция от картини впоследствие поставя началото на тематична постоянна експозиция на сакрално изкуство в музея. На 18 август 1993 г. в музея е открита изложбата „Свещеното изкуство на Галиция XV-XX век“, която се превръща в част от културните акценти на региона.

## Колекции
Художественият музей на Прикарпатието съдържа богата колекция на изобразителното и народното изкуство на региона.
Понастоящем, музейната колекция се състои от 15 000 експоната. Сред тях са уникални паметници на галицийската иконопис и барокова скулптура, включително 6 скулптури на Пинзел; творчеството на класиците на западноукраинската живопис — Корнил Устиянович, Иван Труш, Ярослав Пстрак, Юлиан Панкевич, Олекси Новакивски, Осип Сорохтей, Олена Кулчицка; произведения на украински художници от втората половина на XX в., както и произведения на полски, австрийски, немски и италиански майстори от XVIII-XX век.
Най-ценните експонати от музейния фонд са изложени в изложбената зала на музея. Иконописът на региона от XV-XIX в., произведения на бароковата пластика на Томас Гудер, Конрад Кученрайтер, Йохан Георг Пинзел, Матвий Полейовски, Дионез Станети, картини на братя Унтербергер; стари църковни книги, издадени в Лвов, Почаив и Унив.
Колекцията от произведения на народното изкуство се състои от художествени произведения на майстори от Гуцулшчина, Покутия, Бойкившчина, Опиля.
Музеят разполага с голяма колекция от съвременна чуждестранна графика, дарена от изложбите на международното биенале „Импреза“.
За периода на своето съществуване, в музея се провеждат над 300 изложби, демонстриращи изкуство от Прикарпатието и чужбина.

## Препратки
1. ↑  Мельник Віктор Художній музей Івано-Франківська Архив на оригинала от 2007-12-11 в Wayback Machine. на www.museum-ukraine.org.ua (журнал «Музеї України») Архив на оригинала от 2011-07-15 в Wayback Machine.
2. ↑  Довідково про Музей мистецтв Прикарпаття на сайті Івано-Франківської обласної державної адміністрації[неработеща препратка]